# Christ Church Cathedral, Dublin

Christ Church Cathedral

Krypta

Christ Church Cathedral (The Cathedral of the Holy Trinity, vanligen kallad Christ Church, Cathedral of the United Dioceses of Dublin and Glendalough and Metropolitical Cathedral of the United Provinces of Dublin and Cashel) tillhör Irländska kyrkan. Den finns i Dublin, och är den äldre av stadens två medeltida katedraler. Den andra är St Patrick's Cathedral.
Ursprungliga katedralen uppfördes 1038 av danske vikingkungen i Dublin Sigtrygg Silkesskägg. Byggnaden var sannolikt av trä. Nuvarande stenkyrka uppfördes 1170.